# Dipcadi marlothii
Dipcadi marlothii är en sparrisväxtart som beskrevs av Adolf Engler. Dipcadi marlothii ingår i släktet Dipcadi och familjen sparrisväxter. Inga underarter finns listade i Catalogue of Life.